# Кача (Іран)
Кача (перс. كچا) — село в Ірані, у дегестані Сараван, у бахші Санґар, шагрестані Решт остану Ґілян. За даними перепису 2006 року, його населення становило 486 осіб, що проживали у складі 134 сімей.

## Клімат
Середня річна температура становить 14,14 °C, середня максимальна – 28,35 °C, а середня мінімальна – -1,16 °C. Середня річна кількість опадів – 996 мм.
| Клімат поселення                              | Клімат поселення | Клімат поселення | Клімат поселення | Клімат поселення | Клімат поселення | Клімат поселення | Клімат поселення | Клімат поселення | Клімат поселення | Клімат поселення | Клімат поселення | Клімат поселення | Клімат поселення |
| Показник                                      | Січ.             | Лют.             | Бер.             | Квіт.            | Трав.            | Черв.            | Лип.             | Серп.            | Вер.             | Жовт.            | Лист.            | Груд.            |                  |
| Середній максимум, °C                         | 10,18            | 11,05            | 12,89            | 17,14            | 21,08            | 26,86            | 28,35            | 28,21            | 23,64            | 20,91            | 17,06            | 11,89            |                  |
| Середня температура, °C                       | 4,50             | 5,39             | 7,23             | 11,48            | 15,41            | 21,19            | 24,08            | 23,95            | 19,39            | 16,65            | 12,80            | 7,61             |                  |
| Середній мінімум, °C                          | −1,16            | −0,28            | 1,56             | 5,81             | 9,75             | 15,53            | 19,82            | 19,69            | 15,12            | 12,38            | 8,53             | 3,36             |                  |
| Норма опадів, мм                              | 101              | 84               | 84               | 54               | 45               | 28               | 26               | 47               | 100              | 153              | 138              | 136              |                  |
| Середньомісячна швидкість вітру, м/с          | 2.26             | 2.40             | 2.41             | 2.40             | 2.21             | 2.33             | 2.56             | 2.30             | 2.00             | 2.10             | 1.96             | 1.97             |                  |
| Середньомісячна сонячна радіація, кДж/м²·день | 7005             | 9122             | 11186            | 15765            | 19729            | 21927            | 22778            | 19345            | 15789            | 10983            | 8731             | 6699             |                  |
| --------------------------------------------- | ---------------- | ---------------- | ---------------- | ---------------- | ---------------- | ---------------- | ---------------- | ---------------- | ---------------- | ---------------- | ---------------- | ---------------- | ---------------- |
| Джерело:                                      |                  |                  |                  |                  |                  |                  |                  |                  |                  |                  |                  |                  |                  |